# پراسپکت (لوئیزیانا)
پراسپکت (به انگلیسی: Prospect) شهری در ایالت لوئیزیانا کشور ایالات متحده آمریکا است که جمعیت آن در سرشماری سال ۲۰۱۰ میلادی، ۴۷۶ نفر بوده‌است.